# Dennis López
Dennis Elías López Beklels (Trujillo, Honduras, 2 de enero de 1986) es un futbolista hondureño nacionalizado guatemalteco que juega como defensa central. Actualmente milita en el Deportivo Iztapa de la Liga Nacional de Guatemala.

## Trayectoria
Dennis López se inició en las reservas del Real Club Deportivo España en su país y también tuvo un paso por el Cruz Azul de la Segunda División de Honduras. En 2008 pasó al Club Deportivo Motagua, pero no debutó y fue enviado a préstamo al Deportes Savio. En 2009 fichó por el Deportivo Jalapa y acompañó al club hasta su desaparición en julio de 2011. Ese mismo año llega a un acuerdo con el Deportivo Petapa, con el cual disputa todo el Apertura 2011 y dos partidos del Clausura 2012. En 2012 juega el primer semestre con el Deportivo Mixco de la Primera División de Ascenso de Guatemala y en el otro semestre comienza a jugar con el Deportivo Marquense donde militaría hasta mediados del año 2013. Allí fue que firmó contrato con el Club Social y Deportivo Municipal, apoderándose de la zaga central por los siguientes dos años.

## Selección nacional
Ha sido internacional con la Selección de fútbol de Guatemala en seis ocasiones. Forma parte del equipo que está jugando las Eliminatorias para Rusia 2018.
Anotando su primer gol contra la Selección de Antigua y Barbuda.

## Clubes
| Club                              | País      | Año         |
| --------------------------------- | --------- | ----------- |
| Club Deportivo Motagua            | Honduras  | 2008        |
| Deportes Savio                    | Honduras  | 2008 - 2009 |
| Deportivo Jalapa                  | Guatemala | 2009 - 2011 |
| Deportivo Petapa                  | Guatemala | 2011        |
| Deportivo Mixco                   | Guatemala | 2012        |
| Deportivo Marquense               | Guatemala | 2012 - 2013 |
| Club Social y Deportivo Municipal | Guatemala | 2013 - 2018 |
| Deportivo Iztapa                  | Guatemala | 2019        |

- Datos: Q20155917